# Sarcophyton solidum
Sarcophyton solidum is een zachte koraalsoort uit de familie Alcyoniidae. De koraalsoort komt uit het geslacht Sarcophyton. Sarcophyton solidum werd in 1958 voor het eerst wetenschappelijk beschreven door Tixier-Durivault. 